# Кальдезія
Кальдезія (Caldesia) — рід трав'янистих однодольних рослин родини частухові (Alismataceae). Включає три сучасних види, що поширені в Європі, Азії, Африці та Австралії.

## Опис
Багаторічні водні рослини. Кореневище коротке, товсте. Листя прикореневе, плавуче або повітряне, яйцеподібної, еліптичної або серцеподібної форми. Квіти гермафродитні, зібрані у кисті або волоті. Тичинок 6 (-11). Маточок мало чи багато в одній мутовці, кожна з 1 яйцеклітиною. Плід — кістянка, з твердим ендокарпом та губчастим екзокарпом, з коротким субвентральним дзьобом, гладкий або з горбками чи колючками.

## Види
- Caldesia brandoniana † — міоцен США.
- Caldesia grandis Sam. — Ассам, Бангладеш, Південний Китай
- Caldesia oligococca (F.Muell.) Buchanan — Африка, Азія, Австралія
- Caldesia parnassifolia (L.) Parl. — Африка, Європа, Азія, Австралія